# مارا كورديه
مارا كورديه (بالإنجليزية: Mara Corday) هي عارضة وممثلة أمريكية، ولدت في 2 يناير 1930 بسانتا مونيكا في الولايات المتحدة.

## أعمال

### أفلام
- (1983) الأثر المفاجئ[7]

## وصلات خارجية
- مارا كورديه على موقع IMDb (الإنجليزية)
- مارا كورديه على موقع ألو سيني (الفرنسية)
- مارا كورديه على موقع أول موفي (الإنجليزية)
- مارا كورديه على موقع قاعدة بيانات الأفلام السويدية (السويدية)
- مارا كورديه على موقع إن إن دي بي (الإنجليزية)
- مارا كورديه على موقع قاعدة بيانات الفيلم (الإنجليزية)
- مارا كورديه على موقع كينوبويسك (الروسية)